# Simdega
Simdega är en stad i den indiska delstaten Jharkhand, och är huvudort för ett distrikt med samma namn. Folkmängden uppgick till 42 944 invånare vid folkräkningen 2011.